# Il suo tipo di donna
Il suo tipo di donna (His Kind of Woman) è un film del 1951 diretto da John Farrow.
È film noir statunitense in bianco e nero con protagonisti Robert Mitchum e Jane Russell, e con la partecipazione di Vincent Price, Raymond Burr e Charles McGraw.

## Trama

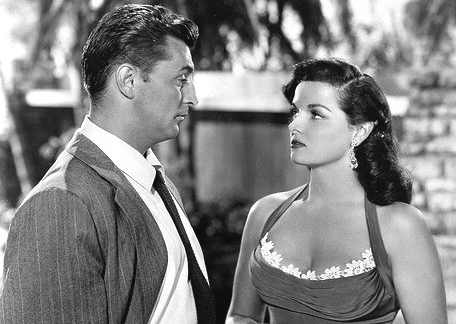
Robert Mitchum e Jane Russell in una foto di scena

Nick Ferraro, un boss in esilio nella lussureggiante Baja California, invita in Messico Dan Milner, un giocatore professionista d'azzardo, e la sua donna Lenore Brent. I due presto scopriranno che il loro misterioso ospite, proprietario di una bisca clandestina, ha dei segreti da nascondere.
Milner cercherà di scoprire la verità, grazie anche all'aiuto del suo amico Mark Cardigan, un eccentrico e vanesio attore ormai sul viale del tramonto.

## Produzione
La post-produzione della pellicola fu abbastanza tormentata perché il produttore Howard Hughes non fu soddisfatto del lavoro del regista John Farrow, e incaricò Richard Fleischer di tagliare alcune scene e girarne di nuove. Hughes organizzò anche un team di sceneggiatori che riscrissero completamente la sceneggiatura originale.

## Accoglienza
A dispetto delle voci sui problemi di produzione, la pellicola fu un successo al botteghino, diventando un film culto del genere, pur non avendo una ottima distribuzione.